# Remco Goetheer
Remco Goetheer (Herentals, 5 oktober 1992) is een Nederlandse atleet, gespecialiseerd in kogelstoten.

## Loopbaan
Op de Nederlandse kampioenschappen voor A-junioren in 2011 won Goetheer de gouden medaille op het onderdeel kogelstoten en brons op het onderdeel discuswerpen. Ook nam hij in 2011 deel aan de NK's voor senioren (in- en outdoor), waar hij respectievelijk zesde en negende werd bij het kogelstoten.
Zijn eerste nationale seniorenmedaille veroverde Goetheer twee jaar later: in 2013 won hij de bronzen plak bij het kogelstoten op de NK outdoor met een afstand van 17,60 m, tevens een persoonlijk record.

## Nederlandse kampioenschappen
Indoor
| Onderdeel   | Jaar |
| ----------- | ---- |
| kogelstoten | 2016 |

## Persoonlijke records
| Onderdeel             | Prestatie | Datum            | Plaats               |
| --------------------- | --------- | ---------------- | -------------------- |
| kogelstoten (indoor)  | 18,15 m   | 12 februari 2017 | Apeldoorn            |
| kogelstoten (outdoor) | 18,33 m   | 25 mei 2019      | Castelló de la Plana |

## Palmares

### kogelstoten
- 2011: 6e NK indoor - 15,41 m
- 2011: 9e NK- 14,99 m
- 2013: 4e NK indoor - 16,01 m
- 2013:  NK - 17,60 m
- 2014: 4e NK indoor - 16,56 m
- 2014:  NK - 17,43 m
- 2015:  NK indoor - 17,40 m
- 2015: 5e Gouden Spike - 17,71 m
- 2015:  NK - 17,17 m
- 2016:  NK indoor - 17,60 m
- 2016:  Gouden Spike - 17,28 m
- 2016:  NK - 17,27 m
- 2017:  NK indoor - 18,15 m
- 2017:  NK - 17,33 m
- 2018:  NK - 18,18 m
- 2019:  NK indoor - 17,17 m
- 2019:  NK - 18,05 m